# 卡琳娜·古爾德
卡琳娜·古尔德 PC MP（1987年6月28日—）是一位加拿大政治人物，曾任加拿大眾議院執政黨首席議員，並且自2015年起代表联邦自由黨担任眾議院伯灵顿选区议员。古尔德于2017年首次被任命为民主制度部长，直至2019年被任命为国际发展部长，此后又担任过另外两个职务。古尔德是加拿大历史上最年轻的女性内阁部长。
古尔德于2024年1月休产假，众议院领袖一职暂时由史蒂文·麦金农接替，她已于2024年7月底重返该职位。
2025年1月6日在總理杜魯多辭職後，古爾德於1月18日參選2025年加拿大自由黨黨魁選舉。1月24日她辭去下議院執政黨首席議員，由麥金農接替。

## 早年生活
古尔德于1987年6月28日出生在安大略省伯灵顿的一个有三个兄弟的家庭 她的祖父母是纳粹大屠杀中幸存的捷克犹太人。她的母亲是德国人，在以色列的一个基布兹遇到了她的父亲。 十六岁时，她参加了加拿大青年论坛，在渥太华呆了一周了解联邦政府，她认为这是她立志进入议会的动力。2005年，她从MM罗宾逊高中毕业后第二年她在墨西哥的一家孤儿院做志愿者。 
2006年回到加拿大后，古尔德进入麦吉尔大学学习，获得政治学以及拉丁美洲和加勒比研究的联合荣誉学位。她的荣誉论文主题是加拿大选举制度，她于2010年以优异成绩毕业。在她读本科期间，她曾担任艺术本科生协会 (AUS) 主席，并帮助组织为2010年海地地震筹集人道主义援助资金。  2010年，古尔德在美国华盛顿特区的美洲国家组织找到了一份工作，担任移民与发展计划的顾问。 她因对2011年报告《美洲国际移民：美洲国际移民持续报告系统（SICREMI）首份报告》做出贡献而受到赞誉。 
古尔德随后在牛津大学圣希尔达学院获得了国际关系硕士学位。 在牛津大学完成研究生学业后，古尔德决定搬回家乡安大略省伯灵顿。她在多伦多的墨西哥贸易委员会担任贸易和投资专家。 古尔德担任该职位不到一年，便在28岁时宣布参加2015年联邦大选。

## 政治生涯

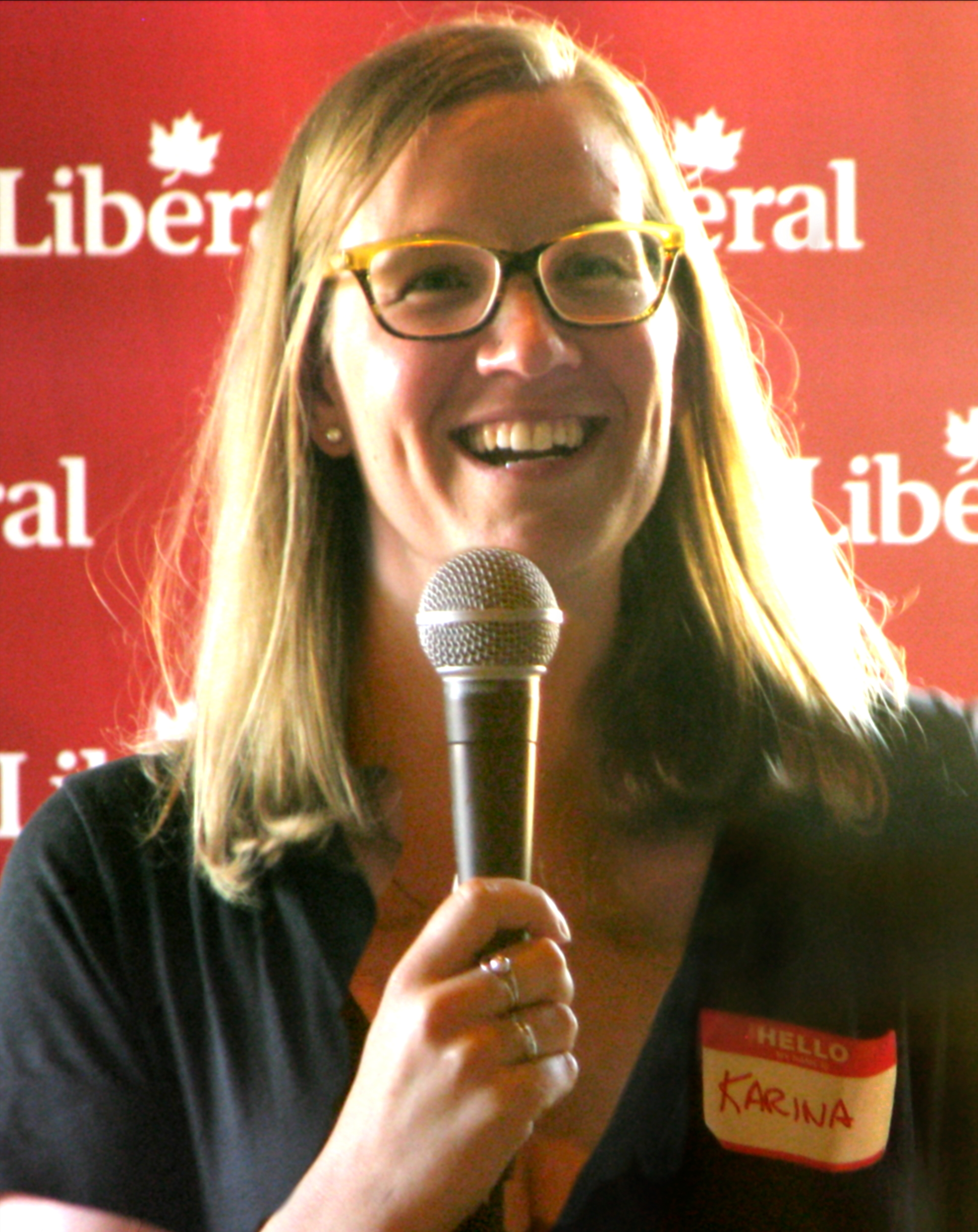
2018年的古爾德

竞选期间，她因删除了一条三年前的推文而受到轻微关注，该推文表达了她对Enbridge北方门户输油管道（最终未获杜魯多內閣批准）以及艾伯塔省油砂开发的反对。  她以46%的得票率击败了自2006年联邦大选以来一直代表该选区的联邦保守党议员 。  
2017年1月10日，她被任命为民主制度部长，接替蒙塞夫。 她还成为了加拿大樞密院院長。 这些任命使她成为加拿大历史上最年轻的女性内阁部长，上任时年仅29岁。 
古尔德在2019年加拿大联邦选举中以现任议员身份再次当选。 她在 2019年的选举结果超过了2015年，赢得了48.6%的选票，而保守党候选人得票率为33.2%。 
古尔德成为国际发展部长，这是自由黨總理杜魯多外交政策中的关键职位。 2020年5月18日，古尔德正式负责加拿大政府对世界卫生组织的赞助。作为部长，她受托与世界卫生组织总干事谭德塞进行讨论。在第73届世界卫生大会召开前一周，她通过电子方式与他进行了“良好而坦诚的交谈”。 
2021年10月26日，古尔德被调任家庭、儿童和社会发展部长。  2022年5月，在美国最高法院对多布斯诉杰克逊案的意见草案泄露后，古尔德表示，在罗诉韦德案被推翻之前，美国妇女可以在加拿大堕胎。她还对那些因在加拿大无法堕胎而在美国寻求堕胎服务的加拿大女性表示担忧。 
2022年春夏，政府因护照处理时间过长而受到批评，而这属于她的部长职责范围。由于COVID-19疫情，联邦政府于2020年3月关闭了加拿大服务中心和护照办公室，并将申请限制在“有效的紧急旅行原因”范围内。 加拿大服务部曾警告称，随着疫情限制的放松，护照申请的需求将会增加，但政府低估了这一点。处理时间过长导致长时间延误，迫使许多加拿大人取消了旅行计划。 
在内阁改组之前，古尔德透露她怀上了第二个孩子，并将休育儿假。2023年7月，她被任命为執政黨首席議員。2023年9月，加拿大眾議院欢迎了乌克兰总统泽连斯基的访问。此次访问期间，议院的全体在场议员两次起立鼓掌，欢迎一位年长的乌克兰裔加拿大老兵，但他们并不知道这位老兵在二战期间曾为德意志國防軍作战。 这起事件被称为“雅罗斯拉夫·洪卡丑闻” 。在这场国际争议和“外交尴尬”中，古尔德从社交媒体上删除了她与洪卡相遇的照片，要求议长辞职，并提议将此事件从官方记录中删除。  这一议案遭到了各反对黨的批评和阻挠。  

## 个人生活
古尔德于2010年与丈夫Alberto Gerones结婚。 她于2018年3月8日生下了第一个孩子奥利弗，使她成为第一位在任期间生育的联邦内阁部长，也是第一位休产假的内阁部长。  